# Банж, Валерьен
Шарль Валерьен Рагон де Банж (фр. Charles Valérand Ragon de Bange; 17 октября 1833, Балиньикур, Шампань — Арденны — 9 июля 1914, Ле-Шене) — французский оружейник, изобретатель, инженер, конструктор артиллерийских орудий, полковник артиллерии.

## Биография
Окончил Политехническую школу в Париже. Служил офицером артиллерии в Армии Франции. Участник Австро-итало-французской войны 1859 г. и Франко-прусской войны 1870—1871 г.
После войны в качестве директора «Atelier de précision» в «Depôt centrale» в Париже, руководил изготовлением лёгких и тяжёлых полевых орудий. Предложенные им в 1876 году полевые орудия калибра 80 и 90 мм были приняты во французской артиллерии (с 1892 года все заказываемые лёгкие пушки делали с поршневым затвором. Приказом по Военному министерству Российской империи от 25 октября 1893 года приказали и конные пушки делать с поршневым затвором).

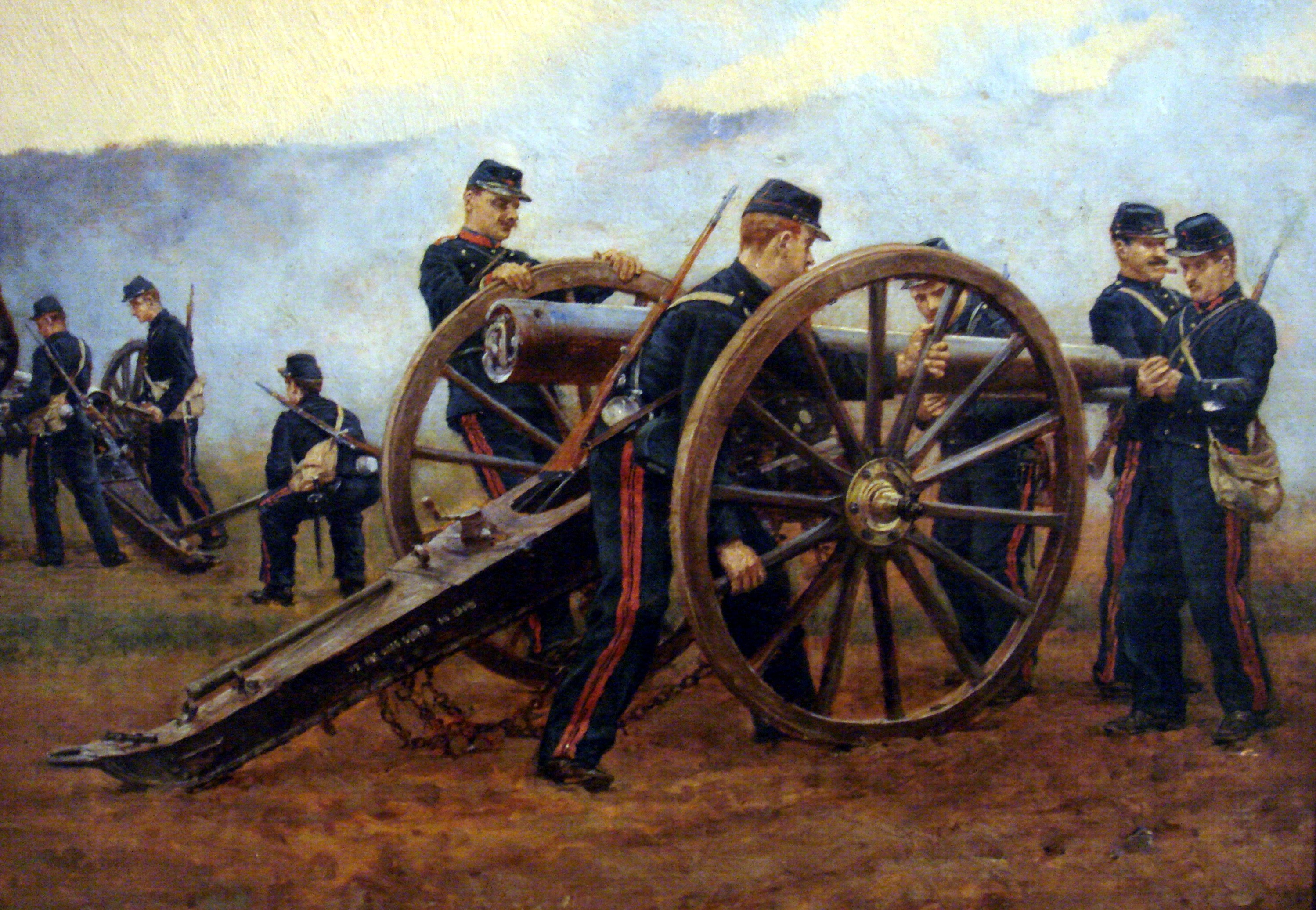
90-мм артиллерийское орудие де Банжа, 1898 год. Картина Этьена-Проспера Берн-Белькура (1838—1910). Музей армии (Париж)

Первым сумел решить сложную конструкторскую проблему с затвором в крупнокалиберном орудии

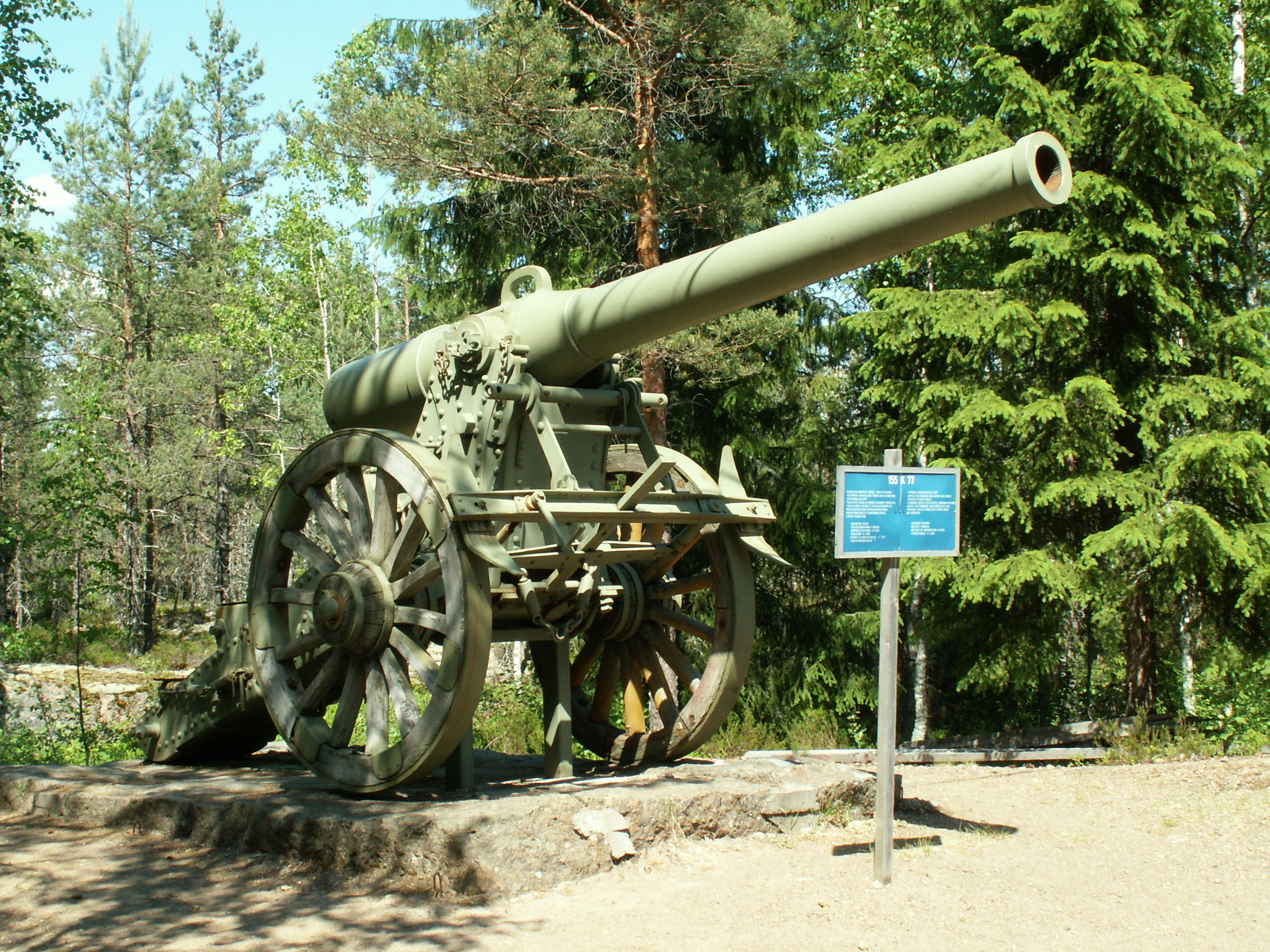
155-мм пушка де Банжа (1877 г.)

Главной заслугой В. Банжа является изобретение им, так называемого, обтюратора к винтовому затвору артиллерийского орудия, который со временем стал мировым военным стандартом.
В 1882 году В. Банж занял место главного директора заводов Кайля, расположенных в Тренеле, в Денене и в Дуэ, и в скором времени большую часть их реорганизовал в пушечные заводы.
В 1884 году заводы Кайля стали соперничать под его умелым управлением с заводом Круппа, так что сербское правительство решилось заказать у В. Банжа орудия для 52 батарей своей артиллерии. С тех пор соперничество этих двух заводов стало все более и более усиливаться, иногда переходя даже в открытые вызовы и возбуждая полемику во французской и немецкой прессе.
Орудия В. Банжа в конце XIX века успешно конкурировали по всем параметрам с германскими орудиями Круппа и английскими орудиями Армстронга. Только через 30 лет в начале XX века в орудиях Круппа стали применять другие конструкции не копирующие французское изобретение В. Банжа.